# پاشلک آفریقایی
پاشلک آفریقایی (نام علمی: Gallinago nigripennis) نام یک گونه از تیره آبچلیک است.